# Larry Verne
Larry Verne (* 8. Februar 1936 in Minneapolis, Minnesota; eigentlich Larry Vern Erickson; † 8. Oktober 2013 in Sylmar, Kalifornien) war ein US-amerikanischer Musiker und Filmschaffender. Bekannt ist er vor allem für seinen Novelty-Song Mr. Custer.

## Biografie
Larry Erickson lernte schon in jungen Jahren Klavier und Gitarre, seine erste Karriere startete er jedoch beim Film. Unter anderem arbeitete er unter dem Namen Wizzer Red als Stuntman in Hollywood.
Dort lernte er auch das kalifornische Songschreiber-Trio Fred Darian, Al DeLory und Joseph van Winkle kennen. Sie schrieben den Song Mr. Custer und benötigten dafür einen Interpreten mit Südstaatenakzent. So legte sich Larry Vern Erickson den Künstlernamen Larry Verne zu und spielte die ungewöhnliche Nummer ein. 1960 erschien sie beim erfolgreichen Hollywood-Label Era Records und kam bei den Radiostationen gut an. Das Lied wurde zu einem US-weiten Überraschungshit und kam bis auf Platz 1 der Billboard-Charts.
Mit Mister Livingston, der Titel wurde ebenfalls von Darian, DeLoy und van Winkle geschrieben, folgte eine weitere Person der US-Geschichte in ähnlichem Stil als Nachfolgesingle. Sie erreichte zwar noch einmal die Charts, kam aber nicht über das hintere Chartviertel hinaus. Drei Jahre lang versuchte er es weiter mit ähnlicher Musik, es entstanden etwa 10 Singles und ein Album. Nachdem aber kein weiterer Hit mehr gelungen war, gab er das Musikgeschäft auf, auch wenn er noch ab und zu Musik machte und als Hintergrundsänger einsprang.
In der Filmbranche startete er daraufhin eine weitere erfolgreiche Karriere als Szenenbildner. In den 80er Jahren war er als Construction coordinator verantwortlich für die Kulissen von Filmen wie Rambo III, Die Fürsten der Dunkelheit und Police Academy 6 – Widerstand zwecklos.
Larry Verne starb im Alter von 77 Jahren in Kalifornien.

## Mister Custer
Mr. Custer ist einer der ungewöhnlichsten Nummer-1-Hits der US-Chartsgeschichte. Das Titel bezieht sich auf General Custer, der verantwortlich war für die legendäre Niederlage der US-Armee gegen die indianischen Ureinwohner in der Schlacht am Little Bighorn. Das Lied handelt vom Flehen eines einfachen Soldaten, der mit jammernder Stimme singt „Please Mr. Custer, I don’t wanna go“, er will nicht in die Schlacht ziehen. Ein Männerchor, der die US-Kavallerie darstellt, singt einen Handlungsrahmen und im Hintergrund sind indianische Kriegstrommeln und Kriegsgeheul sowie surrende Geräusche, die die vorbeizischenden Indianerpfeile darstellen, zu hören. Zudem hört man einen militärischen Rufer das „Forward ho“ zum Aufbruch rufen.
Neben dem klagenden Sprechgesang wird das Stück durch zwei gesprochene Passagen zur Comedy-Nummer. In Südstaaten-Akzent schildert der Soldat die Kampfszenen, die umherschleichenden Indianer, die fliegenden Pfeile, und sucht schließlich nach dem indianischen Wort für „Freund“. Am Ende scherzt der Soldat noch über die herumrennenden Indianer, bevor das Lied mit weiterem Pfeilgezische endet. Bei der Schlacht am Little Bighorn starb fast die Hälfte der angreifenden US-Soldaten, darunter auch „Mister Custer“.

## Diskografie
Singles
- Mr. Custer / Okeefenokee Two Step (1960)
- Mister Livingston / Roller Coaster (1960)
- Abdul's Party (1961)

Album
- Mister Larry Verne (Einzeltitel: Mister Livingston, Laundromat, Open The Window, Mister Nero, Mister Saki; Beatnik, Roller Coaster, Miss Priscilla, Mister Custer, Tres Dias, Christopher Columbus)